# Justin Alston
Justin Alston (Washington, 2 de julio de 1994) es un baloncestista estadounidense que actualmente juega en las filas del equipo greek PAOK Con 2,03 metros de estatura, juega en la posición de ala-pívot.

## Trayectoria deportiva
Jugó cuatro temporadas con los Boston University Terriers de la Universidad de Boston y tras no ser elegido en el Draft de la NBA de 2017, se marchó a Alemania para debutar como profesional en las filas del Gladiators Trier de la Basketball Bundesliga.
En la temporada 2018-19 se marcha a Estonia para jugar en el KK Pärnu, con el que promedia 11.4 puntos y 7.4 rebotes por partido.
En la temporada 2019-20, firma por el Pecsi VSK-Veolia húngaro en el que disputa la primera parte de la temporada.
El 17 de enero de 2020, llega a Portugal para jugar en el CAB Madeira de la LPB.
El 27 de junio de 2020 firmó por el União Desportiva Oliveirense de la LPB.
En la temporada 2021-22, firma por el Naturtex-SZTE-Szedeak de la NB I/A húngara.
En la temporada 2022-23, firma por el Juventus Utena lituano de la LKL.